# Tréville
Tréville – miejscowość i gmina we Francji, w regionie Oksytania, w departamencie Aude.
Według danych na rok 1990 gminę zamieszkiwało 91 osób, a gęstość zaludnienia wynosiła 17 osób/km² (wśród 1545 gmin Langwedocji-Roussillon Tréville plasuje się na 810. miejscu pod względem liczby ludności, natomiast pod względem powierzchni na miejscu 994.).